# California Split
California Split is een Amerikaanse filmkomedie uit 1974 onder regie van Robert Altman.

## Verhaal
Billy Denny is een gokker die vriendschap sluit met Charlie Waters. Ze besluiten samen goede sier te maken. Ze raken echter al snel door hun geld heen, wanneer Waters onverwachts een reisje maakt naar Tijuana. Denny verpandt uit wanhoop zijn bezittingen en gaat naar Reno om er deel te nemen aan een pokertoernooi.

## Rolverdeling
| Acteur           | Personage       |
| ---------------- | --------------- |
| George Segal     | Bill Denny      |
| Elliott Gould    | Charlie Waters  |
| Ann Prentiss     | Barbara Miller  |
| Gwen Welles      | Susan Peters    |
| Edward Walsh     | Lew             |
| Joseph Walsh     | Sparkie         |
| Bert Remsen      | Helen Brown     |
| Barbara London   | Man in de bus   |
| Barbara Ruick    | Barmeid in Reno |
| Jay Fletcher     | Overvaller      |
| Jeff Goldblum    | Lloyd Harris    |
| Barbara Colby    | Receptioniste   |
| Vincent Palmieri | Barman          |
| Alyce Passman    | Danseres        |
| Joanne Strauss   | Moeder          |